# Elfjes van Cottingley

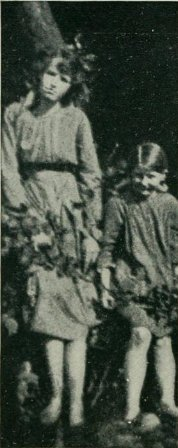
Frances Griffith en Elsie Wright in juni 1917

De Elfjes van Cottingley staan op een reeks van vijf foto’s die genomen werd door Elsie Wright (1901-1988) en Frances Griffiths (1907-1986), twee nichtjes die in Cottingley woonden, een klein plaatsje in de buurt van de Engelse stad Bradford. In 1917, toen de eerste twee foto’s werden genomen, waren Elsie en Frances respectievelijk 16 en 9 jaar oud. De foto’s kwamen onder de aandacht van de schrijver Sir Arthur Conan Doyle, die ze ter illustratie opnam in een artikel over elfjes dat hij voor de kersteditie van 1920 van het tijdschrift The Strand Magazine aan het schrijven was. De spiritist Doyle was enthousiast over de foto’s en zag ze als een duidelijk, zichtbaar bewijs voor het bestaan van bovennatuurlijke verschijnselen. De publieke opinie was echter verdeeld: sommigen geloofden dat de afbeeldingen echt waren, anderen dachten dat ze in scène waren gezet.
De belangstelling voor de elfjes van Cottingley nam na 1921 langzamerhand af. De twee meisjes groeiden op, trouwden en woonden een tijd in het buitenland, maar de foto’s bleven tot de publieke verbeelding spreken. In 1966 wist een journalist van de Daily Express Elsie op te sporen, die ondertussen weer in Engeland woonde. Elsie liet doorschermeren dat ze geloofde dat ze haar gedachten had gefotografeerd en hierdoor kregen de media opnieuw belangstelling voor het verhaal.
In het begin van de jaren ‘80 gaven Elsie en Frances toe dat de foto’s niet echt waren en dat ze uit karton geknipte elfjes hadden gebruikt die ze hadden nagetekend uit een destijds populair kinderboek. Frances hield echter vol dat de laatste van de vijf foto’s wel echt was. Tegenwoordig zijn de foto’s en twee van de camera’s waarmee de foto’s werden genomen te zien in het National Science and Media Museum in Bradford. De derde camera die door de meisjes werd gebruikt, werd in december 2019 aangekocht en zal te zijner tijd in het museum te bezichtigen zijn.

## Foto’s uit 1917

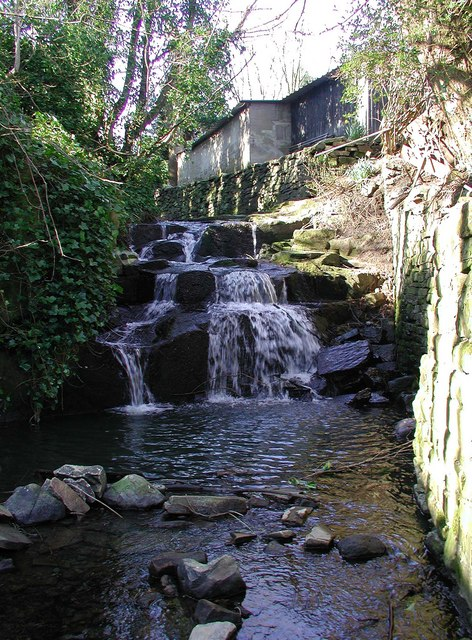
Cottingley Beck, het beekje waar Frances en Elsie beweerden de elfjes gezien te hebben

Halverwege 1917 waren de 9-jarige Frances Griffiths en haar moeder net vanuit Zuid-Afrika in het Verenigd Koninkrijk aangekomen en logeerden ze bij de tante van Frances, de moeder van Elsie Wright, in het dorpje Cottingley in West-Yorkshire. Elsie was toen 16 jaar oud. De twee meisjes speelden vaak samen bij het beekje dat achter de tuin liep. Dit zorgde voor grote ergernis bij hun moeders omdat ze regelmatig thuiskwamen met natte voeten en kleren. Frances en Elsie zeiden dat ze alleen maar naar het beekje gingen om de elfjes te zien en om dat te bewijzen leende Elsie op een dag haar vaders camera, een boxcamera uit de Midge-cameralijn van de Engelse fabrikant Houghton-Butcher. De meisjes kwamen 30 minuten later ‘triomfantelijk’ terug.

Elsies vader Arthur was een enthousiast amateurfotograaf en had een eigen donkere kamer. Toen hij later de fotografische plaat ontwikkelde, was op de foto Frances te zien achter een struik waarop vier elfjes leken te dansen. Omdat hij wist dat zijn dochter goed kon tekenen en dat ze een tijdje in een fotostudio had gewerkt, deed hij de sprookjesfiguren af als kartonnen knipsels. Twee maanden later leenden de meisjes opnieuw zijn camera. Deze keer kwamen ze terug met een foto van Elsie, die op het gazon zat en haar hand uitstak naar een 30 centimeter lange kabouter. Arthur Wright was geïrriteerd omdat hij ervan overtuigd was dat het ‘alleen maar een grap’ was en dat de meisjes op de een of andere manier met zijn camera geknoeid moesten hebben. Hij weigerde daarna om zijn camera opnieuw aan hen uit te lenen. Zijn vrouw Polly geloofde daarentegen wel dat de foto’s echt waren.
Ik krijg nu Frans, meetkunde, koken en algebra op school. Pap kwam vorige week na tien maanden terug uit Frankrijk en we denken allemaal dat de oorlog over een paar dagen afgelopen is. Ik stuur twee foto’s mee, allebei van mij, een van mij in badpak in onze achtertuin, de andere is van mij met een paar elfjes. Die laatste heeft Elsie genomen.— Brief van Frances Griffiths aan een vriendin in Zuid-Afrika.
Eind 1918 stuurde Frances een brief aan Johanna Parvin, een vriendin uit Kaapstad in Zuid-Afrika, waar Frances het grootste deel van haar leven gewoond had. Ze stuurde een foto van haarzelf met de elfjes mee en schreef op de achterkant: ‘Grappig, in Afrika heb ik ze nooit gezien. Het is daar vast te warm voor ze.’
Nadat Elsies moeder een bijeenkomst van de Theosophical Society in Bradford had bijgewoond, werden de foto’s halverwege 1919 openbaar gemaakt. De lezing van die avond ging over elfjes en na afloop liet Polly Wright de twee door haar dochter en nichtje genomen elfenfoto’s aan de spreker zien. Een paar maanden later waren de foto’s te zien op de jaarlijkse conferentie van het theosofische genootschap in Harrogate. Daar werden ze opgemerkt door Edward Gardner, een vooraanstaand lid van de vereniging. Een van de belangrijkste theosofische opvattingen is dat de mensheid onderhevig is aan evolutiecycli die tot steeds hogere vormen van ‘perfectie’ leiden. Gardner zag wat de foto’s voor de beweging zouden kunnen betekenen:
het feit dat het twee jonge meisjes niet alleen gelukt was om elfjes te zien, want dat konden anderen ook, maar dat ze er voor het eerst in geslaagd waren om ze te laten materialiseren met een dichtheid die hoog genoeg was om ze op een fotografische plaat vast te leggen, wees erop dat de volgende evolutiecyclus wel eens begonnen zou kunnen zijn.

## Eerste onderzoeken

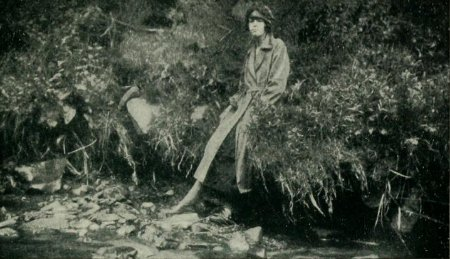
Elsie Wright op de oever waar de eerste foto van de elfjes zou zijn genomen.

Edward Gardner stuurde de fotoafdrukken samen met de originele glasplaatnegatieven naar Harold Snelling, een expert op het gebied van fotografie. Snelling oordeelde dat ‘de twee negatieven volkomen echte, niet door bedrog verkregen foto’s waren … met geen enkel spoor van studiowerk in de vorm van kartonnen of papieren modellen’. Hij zei echter niet dat er op de foto’s elfjes te zien waren, maar verklaarde alleen maar dat ‘dit normale, onbewerkte foto’s waren van wat er zich op dat moment voor de camera bevond’. Gardner liet de foto’s door Snelling ‘ophelderen’ zodat de elfjes beter uitkwamen en liet hem nieuwe negatieven maken die ‘betere afdrukken zouden opleveren’. Snelling leverde de fotoafdrukken die bij Gardners lezingen te koop waren.
De schrijver Sir Arthur Conan Doyle, een bekend spiritist, hoorde voor het eerst over de foto’s via de redacteur van het spiritistische weekblad Light. Doyle had van The Strand Magazine de opdracht gekregen om voor hun kerstnummer een artikel over elfjes te schrijven en volgens televisiepresentator en historicus Magnus Magnusson moeten de elfenfoto’s een ‘geschenk uit de hemel’ voor hem zijn geweest. Doyle nam in juni 1920 contact op met Gardner om te achterhalen waar de foto’s vandaan kwamen. Ook schreef hij een brief aan Elsie en haar vader waarin hij de laatste om toestemming vroeg om de foto’s te gebruiken in zijn artikel. Arthur Wright was ‘natuurlijk onder de indruk’ dat Doyle interesse toonde en gaf toestemming om de foto’s te publiceren. Hij weigerde echter betaald te worden omdat de beelden, als ze echt waren, niet door geld ‘besmeurd’ mochten worden.
Gardner en Doyle benaderden fotobedrijf Kodak voor een tweede deskundig oordeel. De door Snelling verbeterde afdrukken werden door verschillende medewerkers van het Kodak-laboratorium onderzocht. Ze waren het met Snelling eens dat niets in de foto’s erop wees dat ze in scène waren gezet, maar zij concludeerden dat ‘dit niet gezien kon worden als doorslaggevend bewijs … dat het echte foto’s van elfjes waren’. Kodak weigerde dan ook om een certificaat van echtheid af te geven. Gardner was van mening dat de Kodak-laboranten de foto’s misschien niet helemaal objectief hadden onderzocht omdat een van hen had opgemerkt dat ‘aangezien elfjes niet bestaan, er wel op de een of andere manier met de foto’s geknoeid moest zijn’. De afdrukken werden ook onderzocht door een ander fotobedrijf, Ilford, dat duidelijk was in zijn oordeel dat er ‘enig bewijs van vervalsing’ was. Gardner en Doyle interpreteerden de resultaten van de drie onderzoeken misschien wat optimistisch door te stellen dat twee van de drie onderzoeken de echtheid van foto’s bewezen en dat één de echtheid in twijfel trok.
Doyle liet de foto’s ook zien aan Sir Oliver Lodge, een fysicus die baanbrekend natuurkundig onderzoek verrichtte. Lodge dacht dat de foto’s nep waren. Volgens hem had een groep dansers zich verkleed als elfjes en hij vond hun ‘duidelijk "Parijse" kapsels’ verdacht.
Op 4 oktober 2018 zouden de eerste twee foto’s, genaamd Alice and the Fairies en Iris and the Gnome, verkocht worden door veilinghuis Dominic Winter Auctioneers in het Engelse graafschap Gloucestershire. Men verwachtte dat de foto’s, die waarschijnlijk in 1920 waren afgedrukt om ze bij theosofische lezingen te verkopen, tussen de 700 en 1000 pond per stuk zouden opleveren. Voor Iris and the Gnome viel de hamer echter bij 5400 pond (plus 24% opgeld inclusief BTW), de hamerprijs voor Alice and the Fairies was 15.000 pond (plus 24% opgeld inclusief BTW).

## Foto’s uit 1920

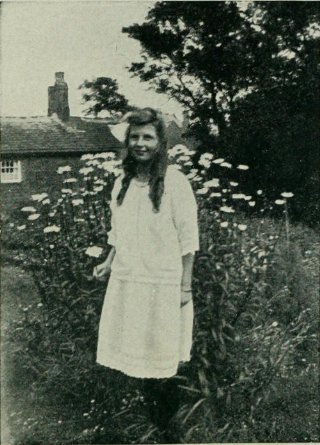
Frances Griffiths in 1920

Doyle had het druk met het organiseren van een op handen zijnde lezingentour door Australië en vroeg daarom in juli 1920 aan Gardner om in zijn plaats de Wrights te bezoeken. Frances woonde toen inmiddels met haar ouders in Scarborough. Elsies vader vertelde Gardner dat hij er zo zeker van was geweest dat de foto’s nep waren dat hij, toen de meisjes weg waren, in hun kamers en bij de beek op zoek was gegaan naar restjes papier van uitgeknipte plaatjes, maar dat hij geen enkel ‘bewijsmateriaal’ had gevonden.
De Wrights kwamen op Gardner over als een eerlijk en fatsoenlijk gezin. Om alle twijfel over de echtheid van de foto’s weg te nemen, keerde hij eind juli terug naar Cottingley met twee vouwcamera’s uit de Cameo-serie van fabrikant W. Butcher & Sons en 24 platen die in het geheim waren gemerkt. Frances werd uitgenodigd om in de zomervakantie bij de Wrights te komen logeren zodat zij en Elsie meer foto’s van elfjes konden maken. In zijn boek Fairies: A Book of Real Fairies, dat in 1945 uitkwam, beschrijft Gardner welke instructies hij de meisjes gaf:
 Ik vertrok weer uit Londen, naar Cottingley, en nam de twee camera’s en de platen mee en legde de meisjes uit hoe makkelijk de camera’s te gebruiken waren. Ik gaf allebei de meisjes een camera, die ze mochten houden. De camera’s waren voorgeladen en mijn laatste advies aan hen was om, net als de andere keren, alleen op mooie dagen naar het beekje te gaan en de elfjes op de door hen gebruikelijke manier te lokken en dan maar te zien wat het zou opleveren. Ik legde ze alleen de meest voor de hand liggende dingen over belichting en afstand uit, want ik wist dat het belangrijk was dat ze zich vrij en onbelemmerd zouden voelen en dat ze geen druk zouden ervaren. Het was helemaal niet erg, vertelde ik hun, als het niet zou lukken.

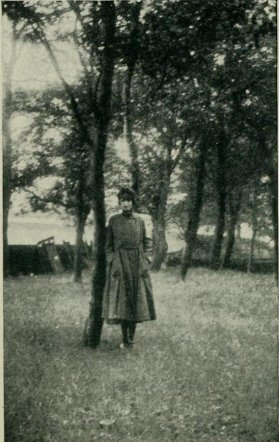
Elsie Wright in 1920

Tot 19 augustus was het te slecht weer om foto’s te maken. Omdat Frances en Elsie volhielden dat de elfjes zich niet zouden laten zien als andere mensen toekeken, liet Elsies moeder zich overhalen om bij haar zus op de thee te gaan en de meisjes alleen te laten. In haar afwezigheid namen de meisjes meerdere foto’s en op twee daarvan bleken elfjes te staan. Op de eerste foto, Frances and the Leaping Fairy, was Frances en profil te zien met dicht bij haar neus een gevleugeld elfje. Op de tweede foto, Fairy offering Posy of Harebells to Elsie staat een elfje op haar tenen op een tak of zweeft ze erboven terwijl ze Elsie een bloem aanbiedt. Twee dagen later namen de meisjes hun laatste foto, Fairies and Their Sun-Bath.
De platen werden in watten verpakt en teruggezonden naar Gardner in Londen, die een ‘uitzinnig’ telegram stuurde aan Doyle, die op dat moment in Melbourne was. Doyle schreef hem het volgende terug:
Mijn hart maakte een sprongetje toen ik hier in het verre Australië je bericht ontving en de drie prachtige foto’s die onze gepubliceerde resultaten bevestigen. Als erkend wordt dat onze elfjes echt bestaan, dan zullen andere bovennatuurlijke verschijnselen ook eerder geaccepteerd worden … We hebben bij seances nu al een tijd lang berichten doorgekregen dat er een zichtbaar teken aan zat te komen.

## Publicatie en reacties
Bij Doyles artikel in de decemberuitgave van 1920 van The Strand Magazine werden twee afdrukken met een hogere resolutie van de foto’s uit 1917 geplaatst. Het tijdschrift was binnen enkele dagen uitverkocht. Om te zorgen dat de meisjes anoniem bleven, werden Frances en Elsie respectievelijk Alice en Iris genoemd en de achternaam ‘Wright’ werd vervangen door ‘Carpenter’. Doyle, een fervent spiritist, hoopte dat als de foto’s mensen ervan konden overtuigen dat elfjes bestonden, ze ook meer open zouden staan voor andere bovennatuurlijke verschijnselen. Hij sloot zijn artikel af met de volgende woorden:
De erkenning dat ze bestaan zal de materialistische twintigste-eeuwse geest uit zijn diepe, saaie sleur doen opschrikken en men zal moeten toegeven dat het leven vol betovering en geheimen zit. Door deze ontdekking zal de wereld het niet zo moeilijk vinden om de spiritistische boodschap te accepteren omdat deze wordt ondersteund door al bewezen tastbare feiten.
De eerste reacties in de pers waren ‘gemengd’ en waren veelal een combinatie van ‘onbehagen en verwarring’. Maurice Hewlett, schrijver van historische romans en dichter, schreef een reeks artikelen in het literaire tijdschrift John O’ London’s Weekly waarin hij tot de volgende conclusie kwam: ‘Ik weet hoe kinderen zijn en ik weet dat Sir Arthur Conan Doyle voeten heeft en ik kan alleen maar concluderen dat hij met beide in de list van de Carpenter-meisjes is getrapt.’ De Australische krant Truth kwam op 5 januari 1921 met een vergelijkbare mening: ‘Voor een juiste verklaring van deze elfenfoto’s heeft men geen kennis van occulte verschijnselen nodig, maar kennis van kinderen.‘ Een aantal publieke figuren reageerden iets vriendelijker. Zo schreef onderwijshervormer Margaret McMillan: ‘Wat geweldig dat deze lieve kinderen zo’n schitterend cadeau is gegund.’ De romanschrijver Henry De Vere Stacpoole besloot de elfenfoto’s en de meisjes op hun woord te geloven en schreef in een brief aan Gardner: ‘Kijk naar Alices [Frances’] gezicht. Kijk naar Iris’ [Elsies] gezicht. Er is een heel bijzonder iets dat Waarheid heet en dat tien miljoen gezichten en gedaanten heeft – het is Gods betaalmiddel en zelfs de slimste (valse)munter kan het niet namaken.’
De Britse legerarts majoor John Hall-Edwards, die zelf een fervent amateurfotograaf was en een pionier op het gebied van het medisch gebruik van röntgenstraling, stelde zich daarentegen uiterst kritisch op:
Op basis van het bewijs durf ik zonder twijfel te zeggen dat deze foto’s ‘nagemaakt’ kunnen zijn. Ik keur het gedrag af van diegenen die beweren dat er een bovennatuurlijk element zit in de omstandigheden waarin deze foto’s genomen zijn. Als arts geloof ik namelijk dat het inprenten van dergelijke absurde ideeën bij kinderen in hun latere leven zal leiden tot psychische klachten.
In 1921 Doyle gebruikte de drie laatste foto’s ter illustratie van een tweede artikel in The Strand Magazine waarin hij verslag deed van ooggetuigenverslagen van andere mensen die elfjes hadden gezien. Dit artikel vormde de basis van zijn boek The Coming of the Fairies, dat in 1922 uitkwam. Net als de eerste keer werd de echtheid van de foto’s in meer of mindere mate in twijfel getrokken. Sceptici merkten op dat de elfjes ‘wel verdacht veel leken op de stereotiepe elfjes uit kinderverhalen’ en dat ze ‘wel erg modieuze kapsels’ hadden.

## Gardners laatste bezoek
In augustus 1921 ging Gardner voor de laatste keer naar Cottingley. Hij had weer camera’s en fotografische platen bij zich voor Frances en Elsie, maar had dit maal ook de occultist meegenomen. Hoewel allebei de meisjes beweerden dat ze geen elfjes hadden gezien en dat er geen nieuwe foto’s waren, ‘had hij [Hodson] ze [elfjes] daarentegen overal gezien’ en hij maakte uitgebreide aantekeningen van zijn waarnemingen.
Elsie en Frances hadden inmiddels genoeg van het hele elfjesgedoe. Jaren later bekeek Elsie een foto waarop ze met Frances en Hodson stond en zei: ‘Kijk nou, we waren we die elfjes spuugzat.’ Zowel Elsie als Frances gaven later toe dat ze ‘uit kattekwaad’ ‘het spelletje hadden meegespeeld’, en dat ze Hodson maar een ‘bedrieger’ vonden’.

## Recentere onderzoeken
De publieke belangstelling voor de elfjes van Cottingley nam na 1921 geleidelijk aan af. Elsie en Frances trouwden na verloop van tijd en woonden lange tijd in het buitenland. In 1966 wist een verslaggever van het dagblad Daily Express Elsie, die inmiddels weer terug was in Engeland, op te sporen. In een interview uit dat jaar gaf ze toe dat de elfjes misschien wel ‘hersenspinsels’ waren geweest, maar ze liet ook doorschemeren dat ze dacht dat het haar op de een of andere manier gelukt was om haar gedachten te fotograferen. De media raakten daarna opnieuw geïnteresseerd in de foto’s van Frances en Elsie. In 1971 werd de zaak onderzocht door het tv-programma Nationwide van de BBC, maar Elsie bleef bij haar verhaal: ‘Ik heb u al verteld dat de foto’s hersenspinsels waren en daar blijf ik bij.’
In september 1976 werkten Elsie en Frances mee aan een programma voor de lokale tv-omroep in Yorkshire waarvoor ze werden geïnterviewd door journalist Austin Mitchell. Toen hij door bleef vragen, beaamden beide vrouwen dat ‘een rationeel iemand geen elfjes ziet’, maar ze ontkenden dat ze de foto’s in scène hadden gezet. In 1978 werden de foto’s onderzocht door de goochelaar James Randi, die ook een wetenschappelijk scepticus was, en een team van het Amerikaanse Committee for the Scientific Investigation of Claims of the Paranormal, waarbij gebruik werd gemaakt van nieuwe grafische software. Ze kwamen tot de conclusie dat de foto’s nep waren en dat er draden waren te zien die de elfjes op hun plaats hielden. Geoffrey Crawley, redacteur van het vakblad British Journal of Photography, onderwierp de foto’s en de gebeurtenissen eromheen aan een uitgebreid wetenschappelijk onderzoek. Hij publiceerde de uitkomsten van ‘de eerste omvangrijke naoorlogse analyse van de kwestie’ tussen 1982 en 1983 en kwam ook tot de conclusie dat de foto’s niet echt waren.

## Bekentenis

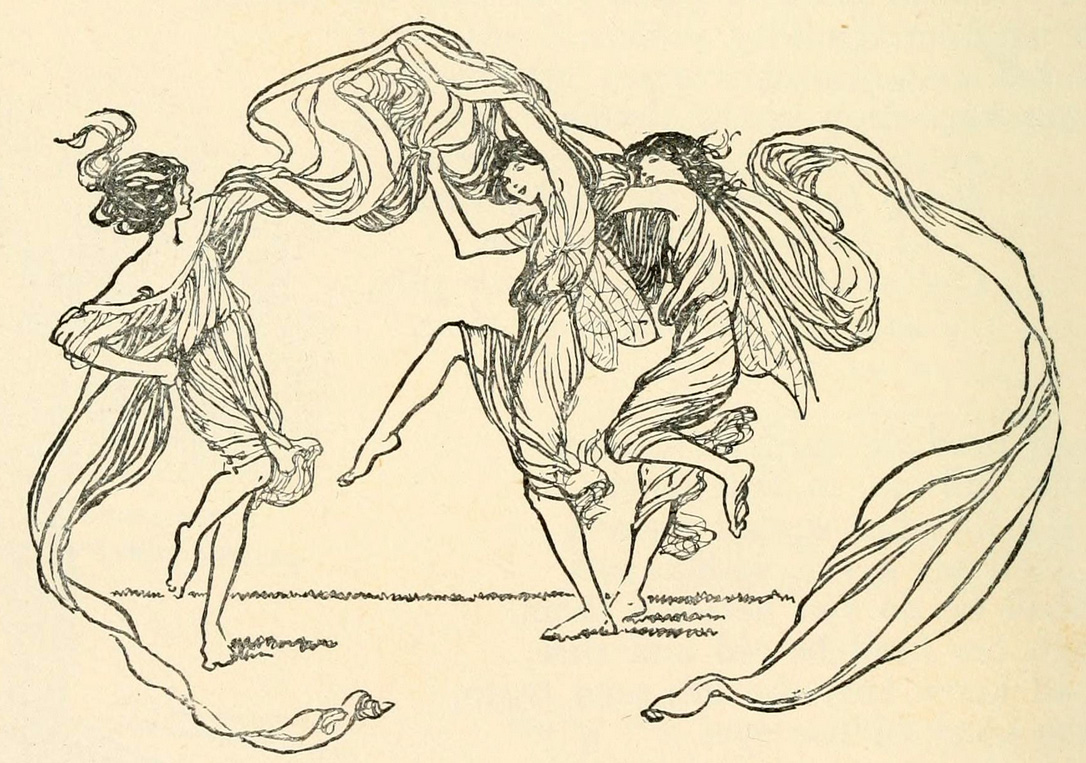
Een van de illustraties van dansende meisjes door Claude Arthur Shepperson, uit Princess Mary’s Gift Book

In 1983 gaven de twee nichtjes in een artikel in het tijdschrift The Unexplained toe dat de foto’s in scène waren gezet. Ze hielden allebei echter wel vol dat ze echt elfjes hadden gezien. Elsie had afbeeldingen van dansende meisjes nagetekend uit een destijds populair kinderboek, Princess Mary’s Gift Book (1914), en had ze vleugels gegeven. Ze vertelden dat ze de op karton getekende figuurtjes hadden uitgeknipt en ze op hoedenspelden hadden bevestigd. Nadat de foto genomen was, hadden ze de rekwisieten in het beekje gegooid. De nichten waren het echter niet eens over de laatste van de vijf foto’s, die Doyle in zijn boek The Coming of the Fairies als volgt beschreef:
In de linkerbovenhoek zit een elfje zonder gewaad met een duidelijk zichtbare vleugel dat zich lijkt af te vragen of het al tijd is om op te staan. Een iets ouder elfje met een grote bos haar en prachtige vleugels is al eerder opgestaan en is rechts te zien. Door haar elfengewaad heen kan men een glimp opvangen van haar iets stevigere lichaam.
Elsie bleef erbij dat de foto in scène was gezet, net als de andere, maar Frances hield vol dat hij echt was. In een interview dat ze aan het begin van de jaren ’80 gaf, zei ze:
 Het was een natte zaterdagmiddag en we hingen maar wat rond met onze camera’s en Elsie had niks voorbereid. Ik zag hoe er geleidelijk aan elfjes verschenen in het gras en richtte gewoon mijn camera op ze en nam een foto.
Zowel Frances als Elsie beweerden dat ze de vijfde foto hadden genomen. In een ingezonden brief in de krant The Times van 9 april 1983 verklaarde Geoffrey Crawley hun tegenstrijdige beweringen als volgt: de meisjes zouden per ongeluk twee keer dezelfde plaat in het toestel hebben gestopt en maakten zo ‘onbedoeld een dubbelopname van de uitgeknipte elfjesfiguren in het gras’, wat verklaarde dat ‘beide dames oprecht dachten dat ieder van hen de foto had genomen’.
In 1985 vertelde Elsie in een aflevering van de tv-serie Arthur C. Clarke's World of Strange Powers van de lokale zender Yorkshire Television dat Frances en zij zich te veel schaamden om de waarheid te vertellen nadat ze Doyle, de schrijver van Sherlock Holmes, zo voor de gek hadden gehouden: ‘Twee dorpskinderen en een briljante man als Conan Doyle – nou ja, we konden alleen maar onze mond houden.’ In hetzelfde interview zei Frances: ‘Ik heb nooit gedacht dat we de boel aan het oplichten waren – Elsie en ik haalden alleen maar een grapje uit en ik snap nog steeds niet dat ze erin getrapt zijn – het leek wel of ze erin wilde trappen.’

## Vervolg
Frances overleed in 1986 en Elsie in 1988. In 1998 brachten afdrukken van hun elfenfoto’s samen met een paar andere stukken (waaronder een eerste druk van Doyles boek The Coming of the Fairies) op een veiling in Londen 21.620 pond op. In datzelfde jaar verkocht Geoffrey Crawley zijn verzameling Cottingley-elfjesspullen aan het National Science and Media Museum (dat toen nog National Museum of Film, Photography and Television in Bradford heette), waar deze nog steeds te zien is. In de verzameling bevonden zich afdrukken van de foto’s, twee van de door de meisjes gebruikte camera’s, aquarellen van elfjes die door Elsie geschilderd waren en een brief van negen pagina’s waarin Elsie toegeeft dat ze iedereen voor de gek hadden gehouden. Op een veiling in 2001 in Londen, betaalde een anonieme koper £6000 voor de fotografische glasplaten.
De dochter van Frances, Christine Lynch, verscheen in een aflevering van het tv-programma Antiques Roadshow in Belfast die in januari 2009 werd uitgezonden. Ze had de foto’s bij zich en een van de camera’s die de meisjes van Doyle hadden gekregen. Ze vertelde aan Paul Atterbury, een van de experts van het programma, dat ze net als haar moeder dacht dat de elfjes in de vijfde foto echt waren. Atterbury schatte de waarde van de voorwerpen tussen de 20.000 en 30.000 pond. Een paar maanden later kwamen Frances’ memoires uit, getiteld Reflections on the Cottingley Fairies. Het boek bevat, soms wat ‘verbitterde’, briefwisselingen tussen Elsie en Frances. In een brief, uit 1983, schreef Frances het volgende:
Vanaf mijn zestiende kreeg ik een hekel aan die foto’s: meneer Gardner gaf me toen een bos bloemen en wilde dat ik naast hem op het podium zat [bij een bijeenkomst van de Theosophical Society]. Ik besefte wat me te wachten stond als ik mezelf niet verborgen hield.
In 1997 kwamen er twee films uit die gebaseerd waren op de gebeurtenissen rondom de elfjes van Cottingley: FairyTale: A True Story en Photographing Fairies. In 1994 verschenen er parodieën van de foto’s in het door Terry Jones geschreven en door Brian Froud geïllustreerde boek Lady Cottington’s Pressed Fairy Book.
In 2017 werden nog twee elfenfoto’s aangevoerd als bewijs dat de ouders van de meisjes deel uitmaakten van het complot. De foto’s dateren uit 1917 en 1918 en zijn slecht uitgevoerde kopieën van twee van de originele foto’s. Eén daarvan werd al in 1918 gepubliceerd in de krant The Sphere toen behalve de directe familie van de meisjes nog niemand de foto’s gezien had.
In 2019 werd een afdruk van de eerste van de vijf foto’s verkocht voor 1050 pond. Er werd ook een afdruk van de tweede foto te koop aangeboden, maar deze bleef onverkocht omdat de reserveprijs van 500 pond niet werd gehaald. De betreffende foto’s waren ooit eigendom van dominee George Vale Owen.

## Verder lezen
- (en) Losure, Mary (2012). The Fairy Ring or Elsie and Frances Fool the World. Candlewick. ISBN 978-1-899228-06-5. Geraadpleegd op 16 februari 2021.
- (en) Frances Mary Lynch, Christine (2009). Reflections on the Cottingley Fairies. JMJ Publications. ISBN 978-1-899228-06-5.
- (en) Bihet, Francesca  (20132013). Sprites, spiritualists and sleuths: the intersecting ownership of transcendent proofs in the Cottingley Fairy Fraud. 'Afterlife: 18th Postgraduate Religion and Theology Conference, 8-9 March, 2013'
- (en) Sanderson, S.F  (2013). "The Cottingley Fairy Photographs: A Re-Appraisal of the Evidence", in "Folklore". "Folklore"  1973 (84): 89-103